# Sionizem
Sionizem označuje politično gibanje Judov za krepitev nacionalne zavesti in za samostojno državo Izrael. Gibanje je bilo najbolj aktivno pred in med drugo svetovno vojno ter tik po njej.